# Нонневиц
Нонневиц (нем. Nonnewitz) — посёлок в Германии, в земле Саксония-Анхальт, входит в район Бургенланд в составе городского округа Цайц.
Население составляет 797 человек (на 31 декабря 2009 года). Занимает площадь 6,42 км².

## История
Первое упоминание о поселении встречается в записях Оттона II от 1 августа 976 года.
В 1928 году, в результате роста, 3 деревни: Нонневиц, Брёдиц и Никсдиц — слились в один населённый пункт: Нонневиц.
До 2009 года Нонневиц образовывал собственную коммуну, куда также входила деревня Унтершвёдиц (нем. Unterschwöditz, 51°05′15″ с. ш. 12°08′19″ в. д.).
1 июля 2009 года, после проведённых реформ, Нонневиц, вместе с Унтершвёдицем, вошли в состав городского округа Цайц в качестве района.

## Галерея

Нонневиц на карте городского округа
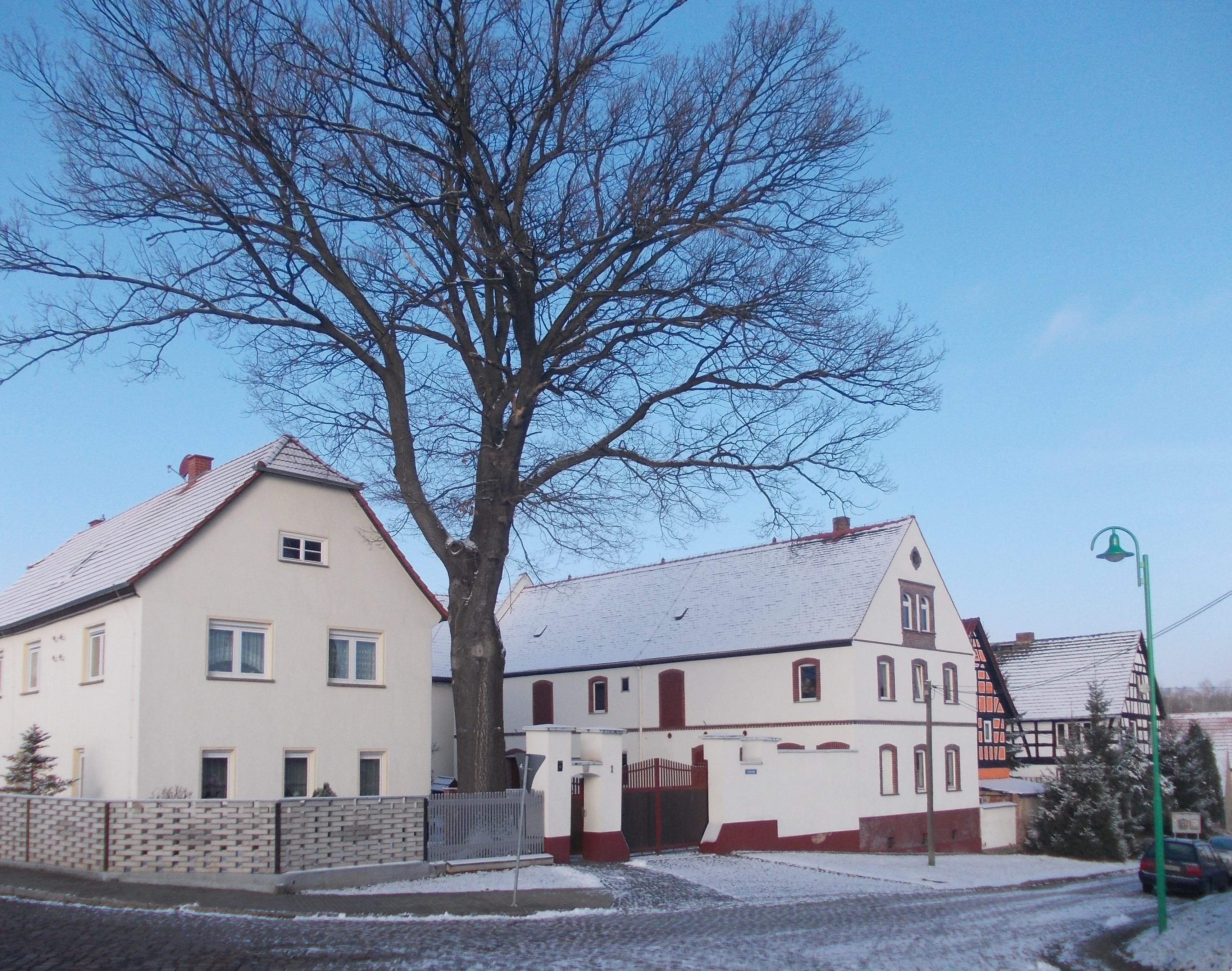
Дом в Нонневице